# Alexander Cockburn (Diplomat)
Alexander Cockburn (* 1776; † 1852 in Leamington Spa) war ein britischer Diplomat.
Alexander Cockburn war der vierte Sohn von James Cockburn, Unterhausabgeordneter für Peebles in Schottland.
Im Februar 1799 wurde Cockburn zum britischen Generalkonsul für den Reichskreis Niedersachsen und die Freien Städte Hamburg, Bremen und Lübeck ernannt. Cockburn war 1813 in besonderer Mission in Niedersachsen und den Hansestädten unterwegs. Von 1815 bis 1820 war Alexander Cockburn britischer Sondergesandter in Hannover; 1815 bis 1817 zugleich britischer Gesandter beim Deutschen Bund. 1820 wurde er als Gesandter (engl. Minister plenipotentiary) nach Württemberg, 1826 in gleicher Funktion nach Kolumbien entsandt.